# Belleuse
Belleuse település Franciaországban, Somme megyében. Lakosainak száma 299 fő (2022. január 1.). Belleuse Fleury, Croissy-sur-Celle, Lavacquerie, Conty, Courcelles-sous-Thoix, Monsures és Thoix községekkel határos.

## Népesség
A település népességének változása:
| Lakosok száma | 355  | 358  | 359  | 357  | 341  | 326  | 310  | 306  | 299  |
|               | 2013 | 2015 | 2016 | 2017 | 2018 | 2019 | 2020 | 2021 | 2022 |